# 코오롱ENP
코오롱ENP 주식회사(영어: Kolon ENP)는 코오롱그룹의 계열사이자 대한민국의 엔지니어링 플라스틱 기업이다.
2024년 코오롱플라스틱에서 ‘코오롱ENP’로 사명을 바꾸었으며, 외국인 지분율은 0.47%이다.

## 실적
2022년 연결 기준 매출 5181억 원, 영업이익 460억 원을 기록하였다.

## 주해
1. ↑  공모가 8,000원에 상장
2. ↑  코오롱ENP와 바스프의 합작 기업